# Bernd Hartstein
Bernd Hartstein (n. 26 octombrie 1947, Ostrau, Saxonia-Anhalt, Germania – d. 23 februarie 2002) a fost un trăgător de tir ce a reprezentat Germania, medaliat olimpic. A participat la 2 ediții ale Jocurilor Olimpice (1976, 1980) în care a câștigat o medalie de argint.